# 李克强
李克强（1955年7月3日—2023年10月27日），安徽定远人，生于安徽合肥，中国共产党、中华人民共和国政治人物，原正国级领导人。1974年3月参加工作，1976年5月加入中国共产党。其本科毕业于北京大学法律系，硕士和博士毕业于北京大学经济学院。曾任中共中央政治局常委（2007—2022）、国务院副总理（2008—2013）、国务院总理（2013—2023）等重要职务，是现任中共中央总书记习近平前两个执政任期内的政府首脑，也是当时中国财经、外交、国家安全和深化改革等领域的主要领导人物。其具有较深厚的法学、经济学和英语造诣，属于改革派学者型官员。
李克强在安徽合肥出生并长大，早年曾是安徽凤阳县大庙公社东陵大队的下乡插队知识青年，担任过生产队的党支部书记。1970年代末高考制度恢复后，考入北京大学法律系学习。本科毕业后，其先后在北京大学团委及共青团中央系统担任领导职务，并于1993年出任共青团中央书记处第一书记。
1997年，李克强调任地方，先后在河南、辽宁两省担任党政主要领导职务。2007年10月，在中共十七届一中全会上跃级当选为中央政治局常委，排名第七，为当时政治局常委会中的最年轻成员。2008年3月，当选为排名第一的国务院副总理，兼任党组副书记，分管常务工作。2012年11月及2017年10月相继在中共十八届一中全会、中共十九届一中全会上连任中央政治局常委，排名第二位。
2013年3月，在十二届全国人大一次会议上当选为中华人民共和国国务院总理，并于2018年3月的十三届全国人大一次会议上获得连任，至2023年3月卸任。在任期间，他推动中国政府将重点从出口导向型增长转向内部消费，并主持制定中国制造2025发展规划。
2023年10月26日，李克强在上海休养时突发心脏病，经抢救无效，于次日0时10分逝世，享年68岁。其告别仪式于当年11月2日举行，遗体于当日火化。
李克强是中共第十五至十九届中央委员、第十七至十九届中央政治局委员，常委，第八届全国人大常委会委员。
夫人程虹，育有一女。

## 生平

### 早年经历
1955年7月3日，李克强出生于安徽合肥，祖籍江西武寧，早年就读合肥市南门小学，1969年至1974年在合肥市第八中学初中部与高中部学习。1974年3月起，在安徽省凤阳县大庙公社东陵大队插队，1976年5月加入中国共产党，1976年11月至1978年3月任安徽省凤阳县大庙公社大庙大队党支部书记。
1977年中国恢复高考后，李克強以安徽滁州地区高考第二名的成绩被北京大学法律系录取。1978年3月至1982年2月，在北京大学法律系学习。他也是高考恢复后北京大学法律系第一批学生。在北大上学期间，曾任北大学生会常代会会长。1980年曾在南京白下区人民法院实习约三个月。在北大就读期間，李克強师从留英西方政治制度专家龚祥瑞教授。他与同学一起将重要的法律著作从英文翻译成中文，其中包括英国法学家丹宁勋爵的著作《法律的正当程序》。 
根据华东政法大学原校长何勤华的说法，1982年电影《见习律师》的创作背景正是李克强所在班级的南京实习经历，孙淳饰演的主角言文刚则以南京实习期间的李克强为原型。

### 中国共青团
李克强本有计划去美国继续深造，但学校领导承诺他留在北京会有一个光明的职业生涯。李克强被1982年担任共青团书记的胡锦涛看中并视为门徒，并于1983年将他引荐到了共青团中央委员会。
1982年2月起，李克强先后任北京大学团委书记，中国共青团中央常委、共青团中央学校部部长兼全国学联秘书长，共青团中央书记处候补书记，共青团中央书记处书记兼全国青联副主席、全国少工委主任。
1980年代与胡锦涛相识，为2007年入中共中央政治局常委打下基础。1993年3月起任共青团中央书记处第一书记兼中国青年政治学院院长，第八届全国人大常委会委员。
1988年，他回到北京大学攻读研究生。 他师从经济学家厉以宁（博士生导师）学习经济学。1995年获得北京大学经济学硕士和经济学博士学位，为中华人民共和国迄今历任总理中学历最高者。

### 主政河南
1998年6月，李克强离开北京转任河南省省长，开始了在河南为期7年的工作，期间河南省的经济总量跃居至全国第5位，居中西部省份之首。基于河南省城镇化落后，导致产业结构升级缓慢，现代农业发展困难重重的现实，2002年12月24日，李克强在河南提出加快工业化、城镇化、推进农业现代化，从而把更多的富余劳动力从土地上解放出来。2003年3月李克强提出“中原崛起”概念，在他的领导和推动下，协调发展大中小城市、规划建设郑东新区、谋划中原城市群、振兴小城镇等一系列举措相继展开。
二十世纪九十年代时任河南主要官员推动的“血浆经济”对部分河南人民造成重大伤害，致使艾滋病疫情泛滥，后来李克强担任中共河南省委书记兼河南省人大常委会主任，组织力量开展了中国首次省级艾滋病情普查，组织省直部门对口帮扶重灾村，并确立了患者“四有一不”的权益机制，使疫情蔓延得以遏制。还亲自与高耀洁进行交谈，了解实际状况。

### 主政辽宁
2004年12月起，李克强历任中共辽宁省委书记兼辽宁省人民代表大会常委会主任，解决了辽宁国有企业改革和大量人员“下岗”的难题，鼓励非国营经济的发展，主导改造棚户区和推动辽宁老工业基地振兴，并首次提出“沈抚同城”构想。

### 进入中央
2007年10月22日，52岁的李克强在中共十七届一中全会上从中共中央委员直接晋升为中共中央政治局常委（排名第七），成为正国级领导人。当年11月，被任命为国务院党组副书记，中共中央财经领导小组成员，为2008年第十一届全国人大第一次会议中接任国务院副总理做准备。 

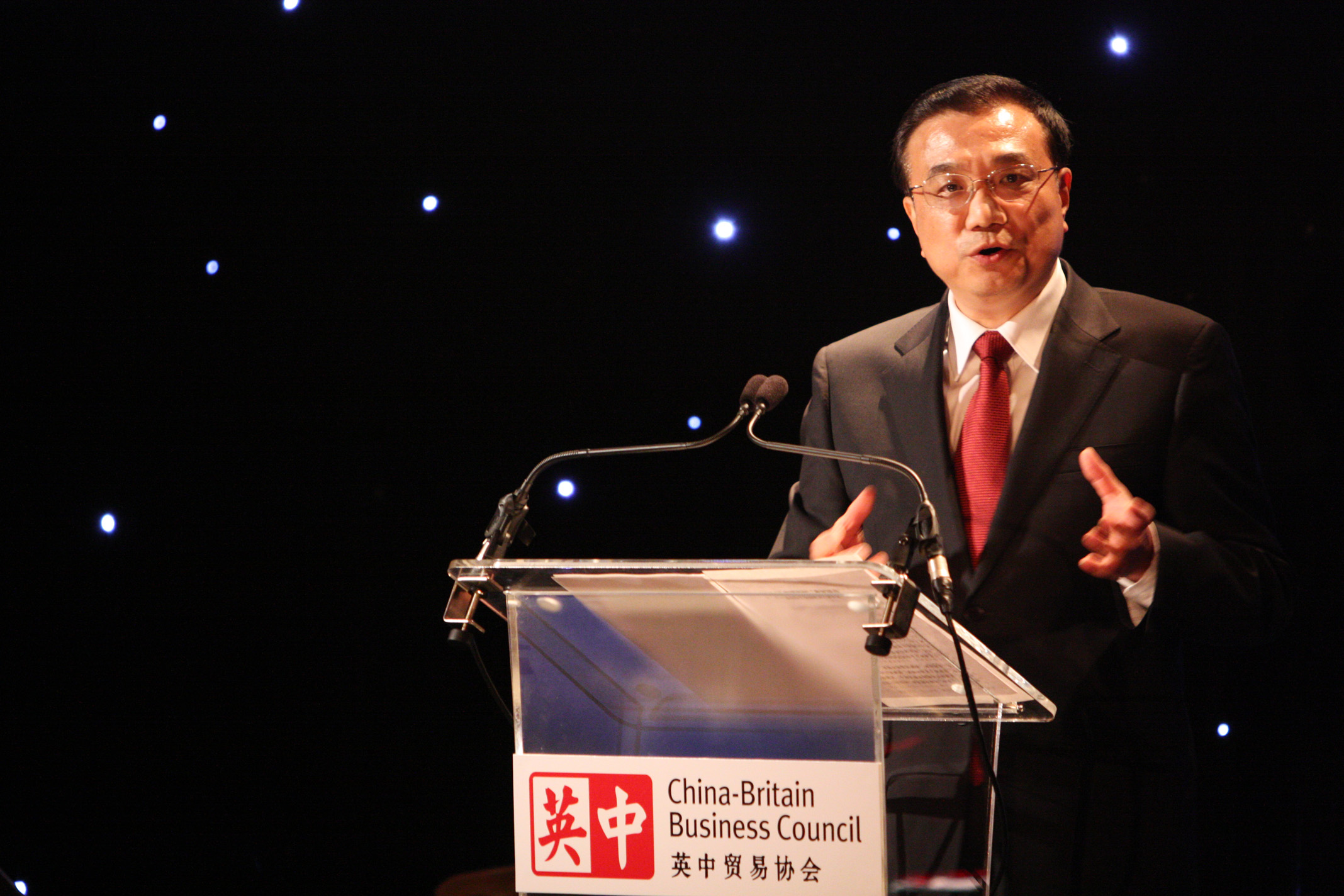
2011年1月，李克強在英國伦敦出席英中贸易协会晚宴时發表演講。

2008年3月17日，李克强在十一届全国人大一次会议第七次全体会议上，根据温家宝总理的提名，被任命为国务院副总理（排名第一）。2008年3月，李克强任国务院副总理、党组副书记，负责国务院常务工作，负责发展改革、财政、国土资源、环保、建设、卫生方面工作。李克强协助应对国际金融危机、加快调整经济结构、协调区域发展战略、节能减排和保护环境、改革医药卫生；医改着重保基本、强基层、建机制，医保、医药、医疗“三轮驱动”；保障安居。

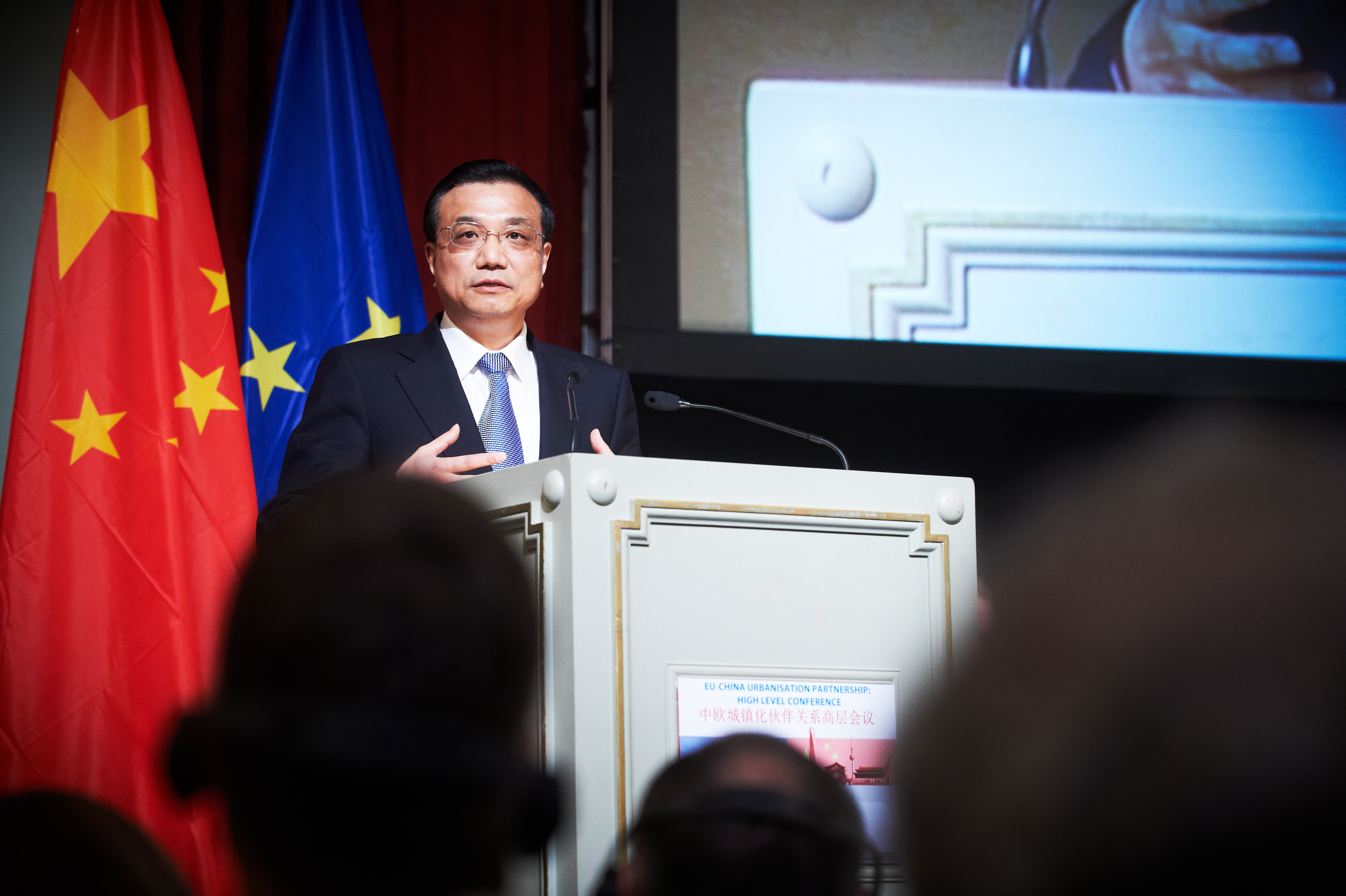
2012年5月，李克强在比利时布鲁塞尔举行的中欧城镇化伙伴关系高层会议上发表演讲。

### 总理生涯

#### 第十二届（2013-2018）
2012年11月15日，李克强在中共十八届一中全会上连任中共中央政治局常委，党内排名由第七上升为第二，仅次于新当选的中共中央总书记习近平。
2013年3月15日，第十二届全国人大第一次会议上，李克强以2940票（得票率99.7%）被批准出任国务院总理，成为中华人民共和国成立以来第七位总理。3月25日，李克强出任中央机构编制委员会主任。8月8日，李克强出任国家国防动员委员会主任。上任后，李克强提倡「放管服」，即简政放权、放管结合、优化服务，深化行政体制改革、推动政府职能转变。

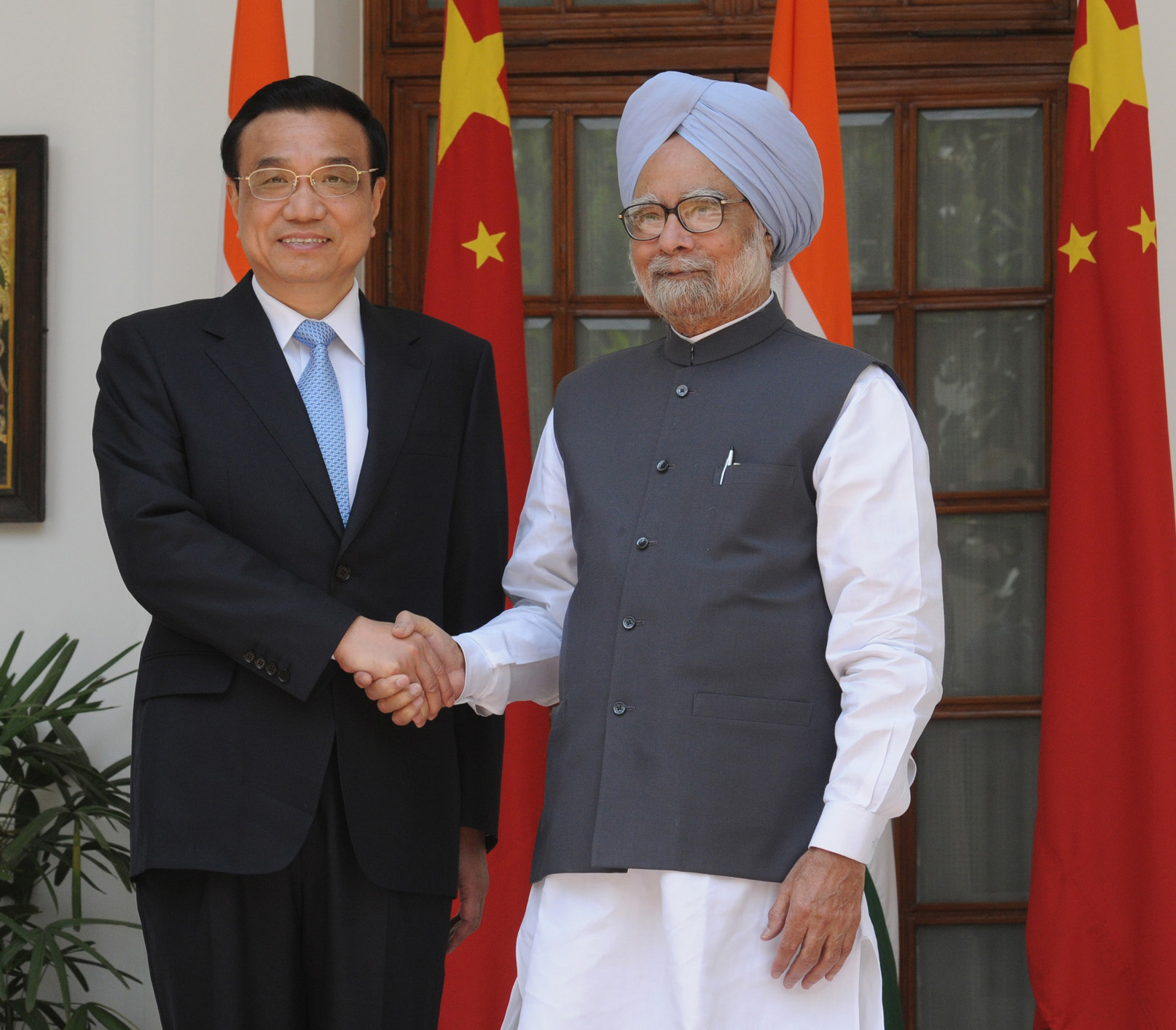
2013年5月，李克强在新德里与印度总理辛格会面。

李克强从温家宝手中接掌国务院总理一职时，他所承接的与温家宝主政十年已不可同日而语，一方面经济发展取得重大成就，国内生产总值十年间从世界第六跃升至第二位，另一方面温家宝政府所遗留下来的生态问题、资源问题、内需不足、产业结构不合理、房地产泡沫日益增大、以及被常年阻挠无法推进的金融改革问题都是摆在李克强面前的难题。并且改革开放后财富十年间已经逐渐被各种利益集团所掌握，使得李克强的改革之路必须探寻出一条新出路而充满坎坷。

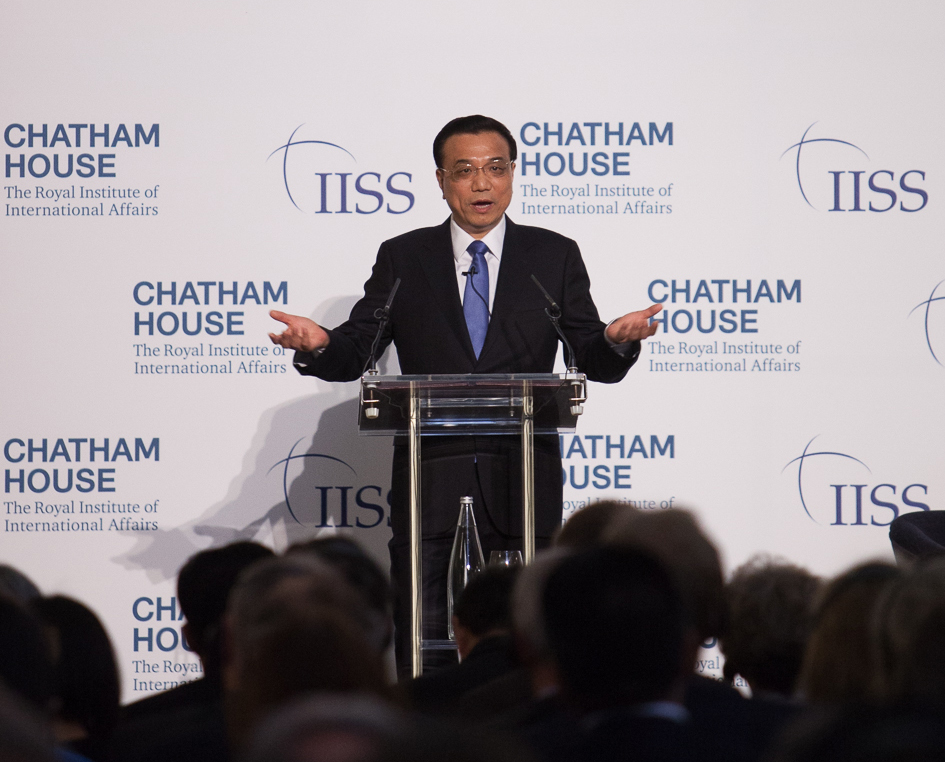
2014年6月，李克强在英国伦敦皇家国际问题研究所和国际战略研究所两大智库发表演讲。

李克强重视市场作用，强调要让市场主体更好发挥职能。3月18日，李克强主持召开第一次国务院常务会议。在会议上他提出了减少行政审批的行政理念。强调要减少、下放审批事项。对确需批准的，要简化程序，限时办结。 
2015年，国务院电视电话会议上首次提出“放管服”改革概念。李克强在2018年全国两会上首次提出六个“一”改革，其中企业开办时间再减一半；项目审批时间再砍一半；政务服务一网办通；企业和群众办事力争只进一扇门；最多跑一次；凡是没有法律法规依据的证明一律取消。

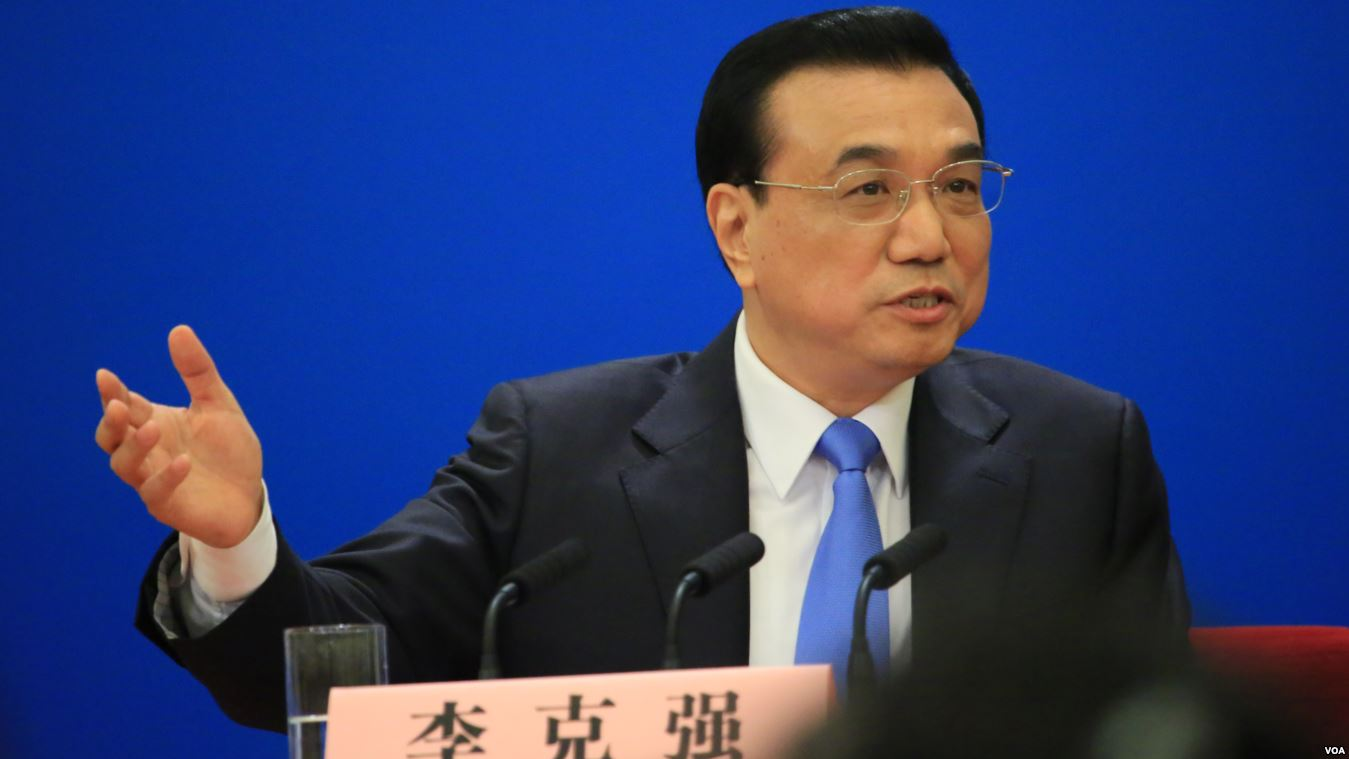
2015年3月，李克强在全国人大会议闭幕后回答记者提问。

2015年5月，国务院公布《中国制造2025》，通过“三步走”实现制造强国的战略目标：第一步，到2025年迈入制造强国行列；第二步，到2035年中国大陆制造业整体达到世界制造强国阵营中等水准；第三步，到中华人民共和国成立一百年时，更加巩固制造业国家地位，综合实力进入世界制造强国前列。

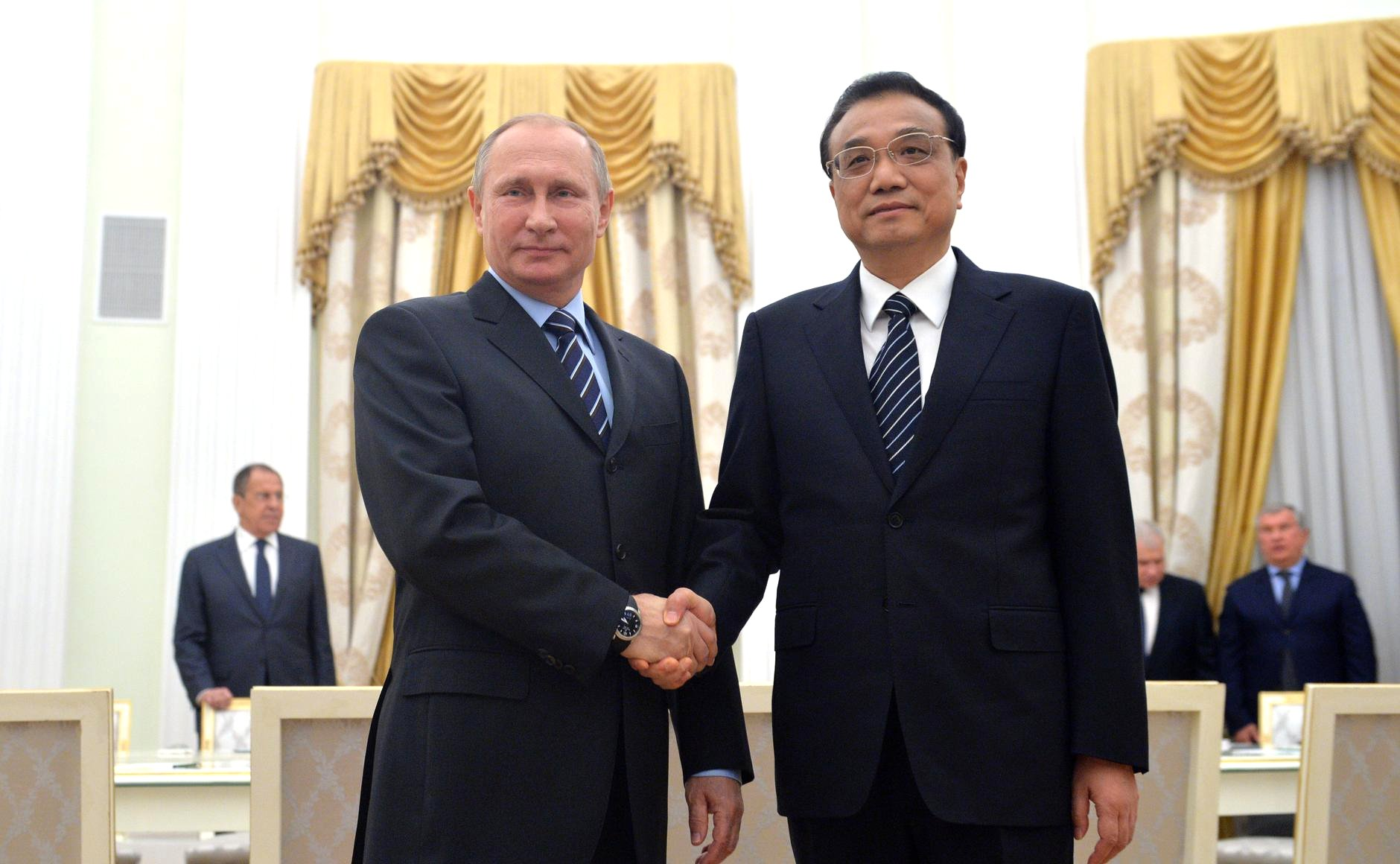
2016年11月，李克强在莫斯科会见俄罗斯总统普京。

中华人民共和国的网速因过慢曾经一直被广为诟病。2015年5月，李克强敦促电信运营商“提网速、降网费”，提出提速降费战略。2018年4月，工信部部长苗圩表示，“提速降费3年以来，国内宽带用户的单价下降90%，移动通信客户的单价下降83.5%。”
李克强还提出要促进包括P2P模式在内的互联网金融产业发展，进而降低民营企业、小微企业的融资压力，并亲自在包括政府工作报告内的多个场合与文件中支持互联网金融模式。

#### 第十三届（2018-2023）
2017年10月24日，李克强以全票当选中共十九届中央委员。10月25日的中共十九届一中全会上，李克强再次擔任中共中央政治局常委，排名维持第二，仅次于习近平。2018年3月20日，第十三届全国人大第一次会议上，再次当选国务院总理。

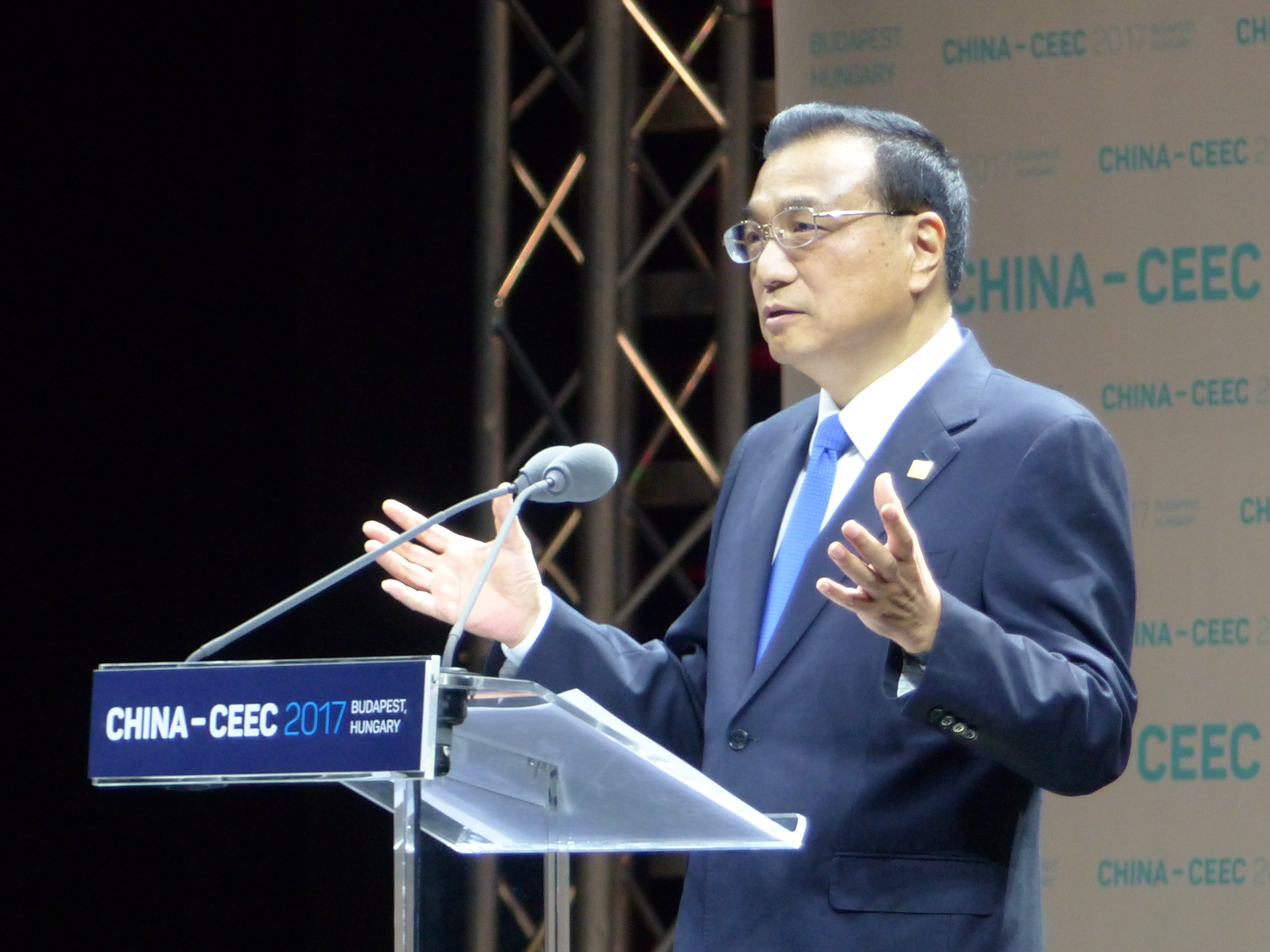
2017年11月，李克强在匈牙利布达佩斯举行的中国-中东欧国家贸易峰会上发表演讲。

2018年7月6日，时任美国总统特朗普正式对价值340亿美元的中国商品加征25%关税。李克强回应中美贸易战时公开表示中国不会主动打贸易战，但如果对方挑起贸易战，中方必将采取相应反制措施。李克强又强调贸易战不会有赢家，只能是损人害己，中国将坚定不移深化改革、扩大开放。

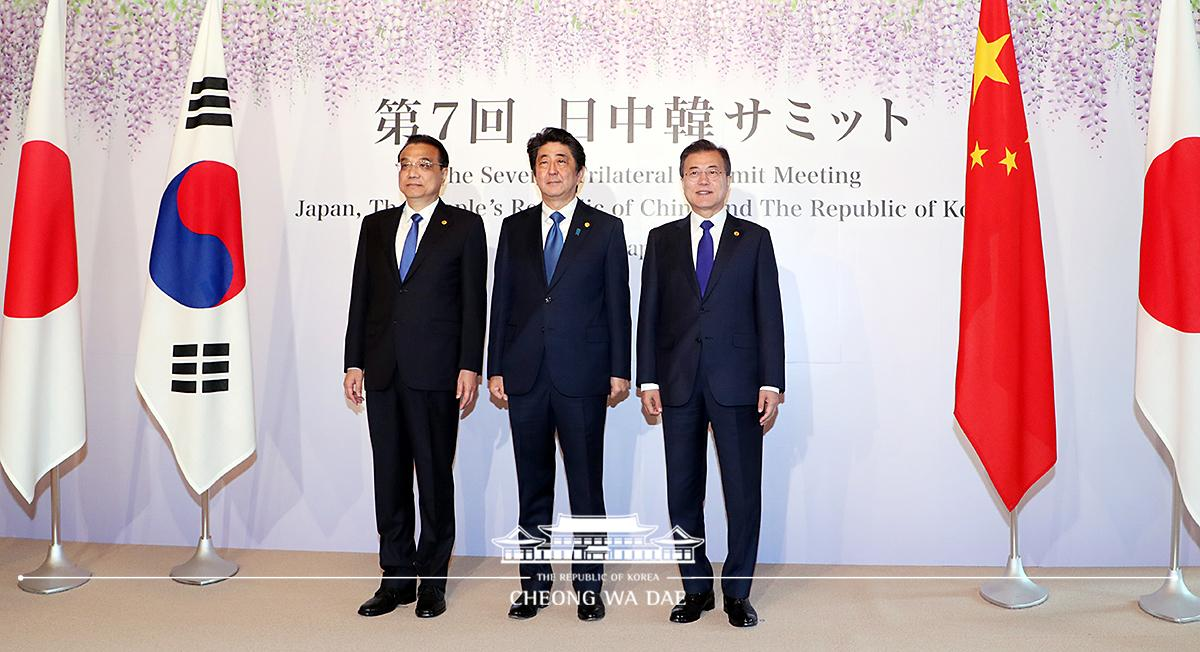
2018年5月，李克强在日本东京参加中日韩领导人会议。

2019年10月8日，李克强主持召开国务院常务会议，审议通过《优化营商环境条例（草案）》。10月22日，李克强发布国务院第722号令并公布《优化营商环境条例》，该条例自2020年1月1日起施行。这是中国在优化营商环境方面颁布施行的第一部专门行政法规。

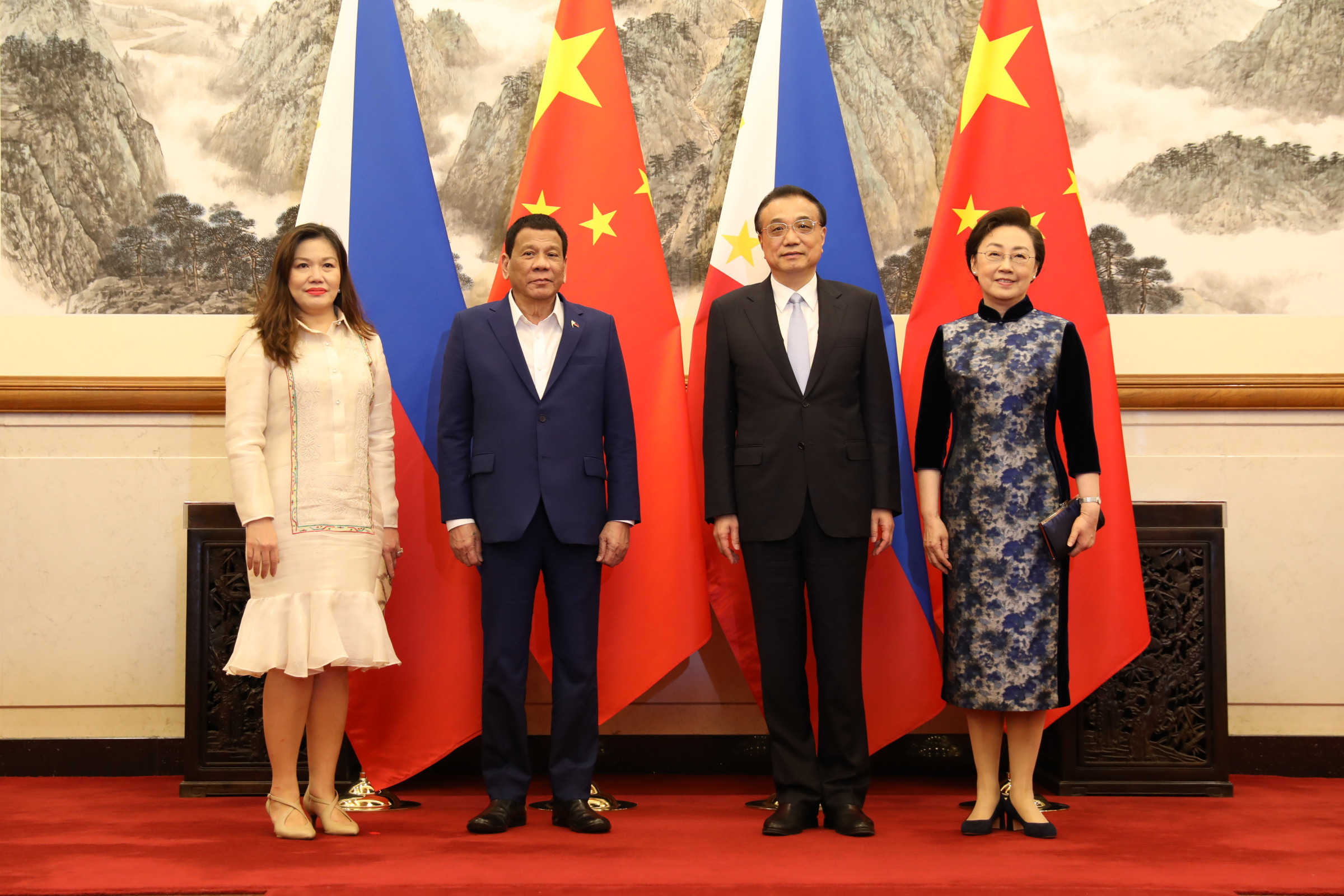
2019年4月，李克强携夫人在北京与菲律宾总统杜特尔特夫妇合影。

2020年1月，2019冠狀病毒病疫情在全国各地蔓延，李克强担任中央应对新型冠状病毒感染肺炎疫情工作领导小组组长。
2020年5月28日，李克强在第十三届全国人大第三次会议结束后按惯例出席总理记者会，在记者会上称，有6亿人每个月的收入是人民币1,000元。2020年正值中共中央总书记习近平提出的脱贫收官之年，李克强的言论引发外界广泛争议。但也有人认为李克强指的6亿人包括人口众多的未成年人和老年人。

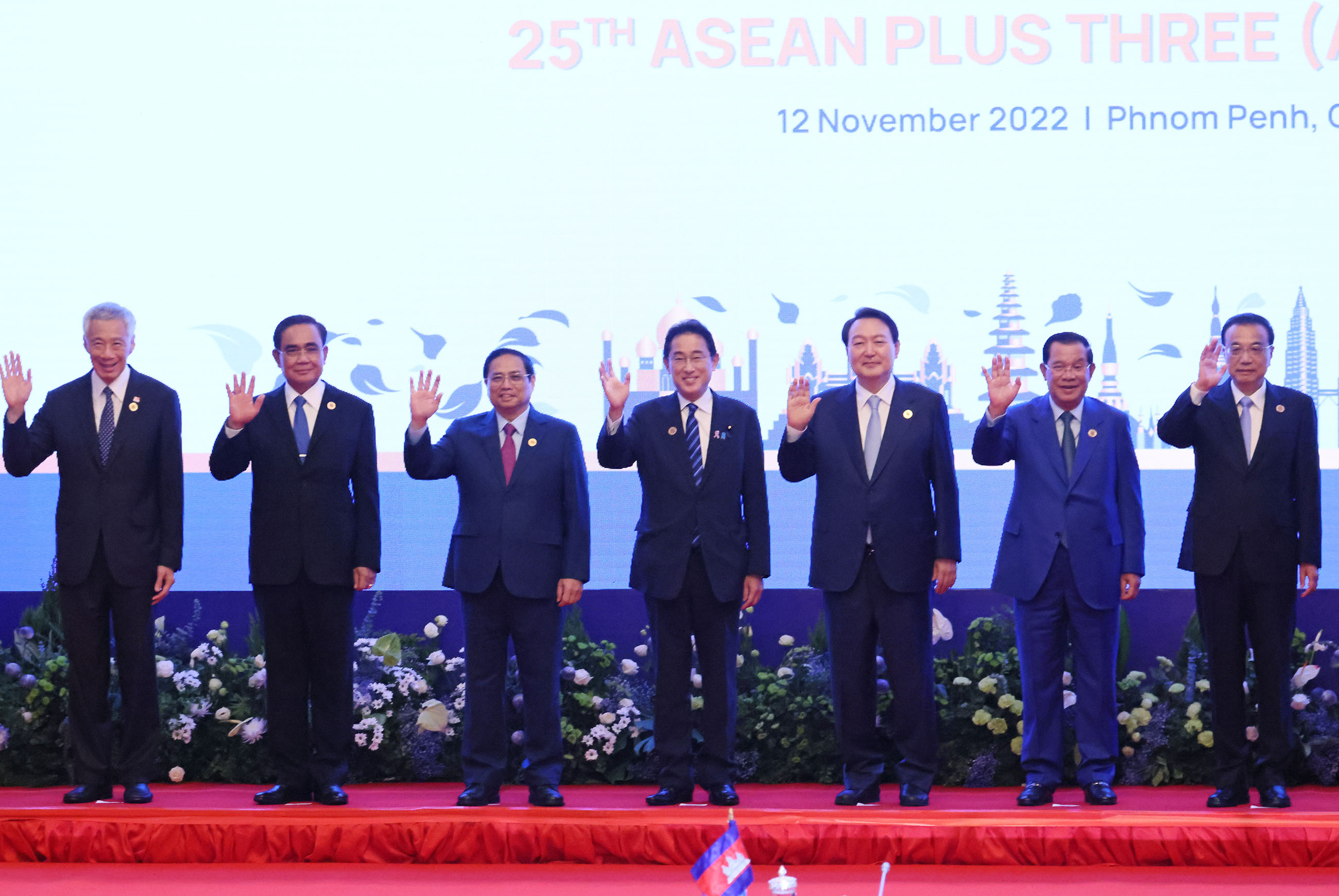
2022年11月，李克强（右一）在柬埔寨金边与出席东亚合作领导人系列会议的各国领导人合影。

2020年6月1日，李克强前往山东省考察，表示地摊经济、小店经济是就业岗位的重要来源，是人间的烟火，和“高大上”一样，是中国的生机。然而，6月7日，《北京日报》称路边摊“不卫生、不文明”。其他官方媒体后来也发表类似的评论。这被认为体现了李克强在习近平集权体制下被边缘化。
2022年10月25日，李克强签署国务院令，公布《促进个体工商户发展条例》。 10月26日，李克强主持召开国务院常务会议，强调要落实退税缓税降费、稳岗补贴，以保障经济发展。

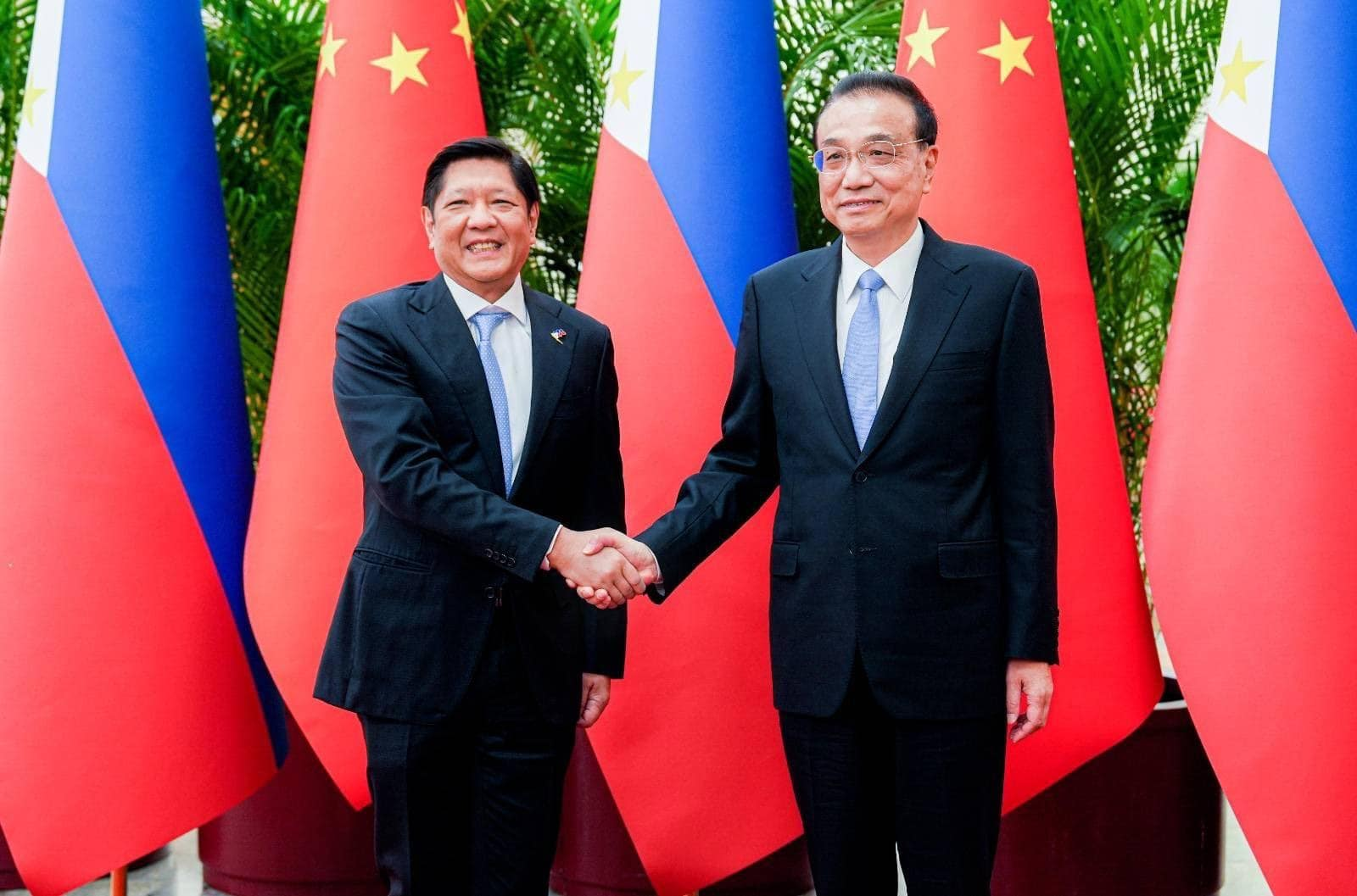
2023年1月，李克强在北京会见菲律宾总统马科斯。

##### 地摊经济
地摊经济，是中国国务院总理李克强在2020年提出的经济政策，目的是利用路边摊舒缓中国因中美贸易战和2019冠状病毒病疫情清零政策带来的失业潮。 
2020年3月14日，成都市城市管理委员会和成都市城市管理行政执法局放开《成都市市容和环境卫生管理条例》第23条并发布《成都市城市管理五允许一坚持统筹疫情防控助力经济发展措施》，出台「五允许一坚持」。 措施中允许设置临时占道摊点摊区、允许临街店铺越门经营、允许大型商场开展占道促销、允许流动商贩贩卖经营、允许互联网租赁自行车企业扩大停放区域、坚持柔性执法和审慎包容监管。 截至2020年5月31日，成都全市设置的临时摊点2,234个，允许流动商贩经营点20,891个，增加就业岗位10万个以上，中心城区餐饮店铺复工率超过98%。 
2020年3月20日，国务院办公厅发布《国务院办公厅关于应对新冠肺炎疫情影响强化稳就业举措的实施意见》。 意见中指出，要更好实施就业优先政策，提高复工复产服务便利度，取消不合理审批，坚决纠正限制劳动者返岗的不合理规定。 另外，《意见》支持多渠道灵活就业。 合理设定无固定经营场所摊贩管理模式，预留自由市场、摊点群等经营网点。 时任人力资源和社会保障部副部长游钧表示，这是政府加大为通过平台就业方式来实现就业增收的劳动者的支持力度体现。 
2020年5月22日，国务院总理李克强于全国人大会议上作政府工作报告指出，各地要清理取消对就业的不合理限制，促就业举措要应出尽出，拓岗位办法要能用尽用。 
2020年5月23日，全国人大代表杨宝玲在全国两会上建议，在进一步加强规范城市管理的同时，因地制宜，释放地摊经济的最大活力。 杨宝玲建议制定统一的「地摊经济」准入许可标准、从业资格条件和商品入市手续，采取颁发资格证、许可证等方式，给予「地摊经济」与从业者合法地位。 
2020年5月27日，中央精神文明建设指导委员会办公室适应常态化疫情防控形势，在今年全国文明城市测评指标中，已明确要求不将占道经营、马路市场、流动商贩列为考核内容，促进恢复经济社会秩序、满足群众生活需要。 
2020年5月28日，李克强在第十三届全国人大第三次会议结束后，按惯例出席了总理记者会。 李克强在记者会上也交代了中国当前有6亿人口的每个月收入只有1000元人民币左右。 2020年正值中共中央总书记习近平提出的脱贫收官之年和全面建成小康社会，李克强的言论引发国内外广泛争议。 
2020年6月1日，李克强前往山东省考察，再次强调了地摊经济的重要性。 他表示地摊经济、小店经济是就业岗位的重要来源，是人间的烟火，和「高大上」一样，是中国的生机。 两会结束后，不少省市开始放松对流动摊贩的管理，支持地摊经济重新回归城市。

#### 外交关系
李克强于2013年5月18日对印度进行首次外事访问，以解决边界争端并刺激经济关系。 
在李克强就任总理后，外访的第一站为印度。他说，中印是山水相连的友好邻邦。除印度外，李克强的此次出行还访问了巴基斯坦、瑞士和德国，并会见三国领导人。
在访问巴基斯坦期间，李克强会见了巴基斯坦最高领导人并表达了自己的看法：“作为巴基斯坦最亲密的朋友和兄弟，我们愿为巴方提供力所能及的帮助”。 
李克强在首次欧洲之行中还访问了瑞士和德国，并会见了两国领导人。 
2014年6月，李克强偕同夫人程虹出访英国。
2013至2015年期间，配合“一带一路”战略的提出和应对国内产能过剩，李克强在出访过程中通过官方访问积极促成中国企业获得外国基建订单，被部分中西方媒体称为“超级推销员”。
2015年11月1日，李克强出席在韩国首尔举行已经中断三年的中日韩领导人会议。
2016年9月，在第71届联合国大会系列高级别会议上，李克强表示理解美国商界对中国市场准入壁垒感到沮丧，并承诺中国将逐步扩大对外开放。
2018年3月国务院总理记者会上，李克強喊話：不能允許外國勢力打台灣牌。

### 退休
2022年3月国务院总理记者会上李克强宣布，2022年将是本届政府最后一年，也是他担任总理的最后一年。
2022年3月5日，李克强在第十三届全国人民代表大会第五次会议上发表政府工作报告：「……在肯定成绩的同时，我们也清醒看到面临的问题和挑战。全球疫情仍在持续，世界经济复苏动力不足，大宗商品价格高位波动，外部环境更趋复杂严峻和不确定。我国经济发展面临需求收缩、供给冲击、预期转弱三重压力。局部疫情时有发生。消费和投资恢复迟缓，稳出口难度增大，能源原材料供应仍然偏紧，输入性通胀压力加大，中小微企业、个体工商户生产经营困难，稳就业任务更加艰巨。关键领域创新支撑能力不强。一些地方财政收支矛盾加大，经济金融领域风险隐患较多。民生领域还有不少短板。政府工作存在不足，形式主义、官僚主义仍然突出，脱离实际、违背群众意愿现象屡有发生，有的在政策执行中采取『一刀切』、运动式做法。少数干部不担当、不作为、乱作为，有的漠视严重侵害群众权益问题、工作严重失职失责。一些领域腐败问题依然多发。我们要增强忧患意识，直面问题挑战，全力以赴做好工作，决不辜负人民期待！……应对困难和挑战，各级政府及其工作人员必须恪尽职守、勤政为民，凝心聚力抓发展、保民生。坚持发展是第一要务，必须全面落实新发展理念，推动高质量发展。要锲而不舍落实中央八项规定精神，驰而不息纠治『四风』特别是形式主义、官僚主义，坚决反对敷衍应付、推诿扯皮，坚决纠治任性用权、工作方法简单粗暴。要始终把人民群众安危冷暖放在心上，察实情、办实事、求实效，及时回应民生关切，坚决严肃处理漠视群众合法权益的严重失职失责问题。要充分发挥中央和地方两个积极性，尊重人民群众首创精神，防止政策执行『一刀切』、层层加码，持续为基层减负。健全激励和保护机制，支持广大干部敢担当、善作为。全国上下毕力同心、苦干实干，就一定能创造新的发展业绩。……」
2022年3月11日，十三届全国人大五次会议闭幕后，国务院总理李克强在北京人民大会堂出席记者会并回答中外记者提问时，说到“我明确地告诉大家，无论国际风云如何变幻，中国都会坚定不移地扩大开放。长江、黄河不会倒流。中国这40多年，从来都是在改革中前进、开放中发展。只要是有利于扩大高水平开放的事情，我们都愿意积极去做，而且要坚定地维护多边贸易体制，这也是我们自身发展的需要。中国对外开放40多年了，发展了自己，造福了人民，也有利于世界。这是个机遇的大门，我们决不会也决不能把它关上。”
2022年8月，北戴河会议后李克强南下深圳，在盐田港考察时给现场人士打气时，也再次重申类似提法：“中国开放还要继续往前推进，黄河、长江不会倒流。盐田港的水也是会滔滔不绝，而且不仅要继续保持你们的优势，还要扩大你们的优势。”李克强还专程到深圳莲花山，向提出“改革开放”的中共前领导人邓小平献上花篮。时事评论人李昂认为，深圳是改革开放的第一个经济特区，李克强此次到深圳所传递的信号非常明显。外界对此解读为，这是李克强在发出政治暗示，试图保留邓小平以来改革开放的政治遗产。然而，这段影片在晚上短暂在中国微信群里自发流传后，瞬即被删禁。
2022年10月22日，中共二十大闭幕后公布第二十届中央委员会名单，李克强不在其中，卸任党内职务，不过与习近平关系密切，同样1955年出生的王沪宁、蔡奇、何立峰、王勇等皆得以连任。根据宪法的任期规定，李克强将在2023年第十四届全国人民代表大会召开期间卸任总理一职。而在之前的分析预测中，不少专家按照中共“七上八下”的老规矩预测认为李克强会继续连任政治局常委并遵循李鹏先例会转任全国人大常委会委员长。新华社发表的文章暗示李克强和汪洋是主动退位，政论专家高新认为：“明知习近平的疯狂会在二十大之后变本加厉、唯我独尊，趁党内换届之机主动要求‘躺平’是李克强和汪洋从其个人角度的最不坏的选择。”
2022年11月，李克强出访柬埔寨并出席东亚合作领导人会议，也是李克强最后一次以中国国务院总理身份出席东盟系列会议。
2023年2月底，即将退休的国务院总理李克强到国家发改委、财政部考察。其中，李克强快要离开发展改革委时，面向鼓掌送行的发展改革委工作人员，所发表的简短讲话短片，连日来在社交媒体上流传，被一些分析者视为李克强的告别讲话。短片中，李克强说“发展改革委是我们国家宏观调控的主导部门，也是最重要的部门”，“希望大家牢牢记住，发展还是我们的第一要务，发展的动力还在于改革”，“要靠我们全国上下14亿人的共同努力，你们是冲在前面的，受委托当攻坚手、主攻队的”。 李克强一直呼吁“发展是解决我国一切问题的基础和关键”，“着力办好自己的事”，“凝心聚力抓发展、保民生”。李克强在与国务院办公厅全体人员合影告別时表示“人在干，天在看，看来是苍天有眼啊，看着国办同志多年来辛辛苦苦、扎扎实实做出奉献，应该给予奖赏”。
2023年3月，全国人大会议开幕，李克强作最后一份政府工作报告，避谈疫情清零，提出8点今年工作建议，重点强调经济民生稳定，并订下今年经济增长5%左右的新目标，显示北京决心稳定受疫情和清零政策重创的中国经济。李克强在十四届全国人大一次会议后卸任国务院总理退休，由原上海市委书记李强接任。
李克强自退休后甚少公开露面。2023年8月30日，李克强到访甘肃敦煌莫高窟，现场游客高喊“总理好”，李也向民众挥手致意。这也是李克强生前最后一次公开露面。

### 逝世
2023年10月27日晨，中国官方媒体发布消息称李克强于10月26日在上海休息时突发心脏病，经抢救无效，于27日0时10分逝世，享年68岁，李克强由此成为中华人民共和国成立以来离任年纪最轻、离世却最早的总理。自由亚洲電台、香港01和《南华早报》皆引述消息人士称，李克强10月26日在其下榻的上海东郊宾馆游泳时突发心脏病。据香港01报导，李克强心脏病发时间是在10月26日接近中午，事发后「送院极力抢救十多个小时」，下午装上人工心肺（ECMO）但抢救无效。据《南华早报》报导，李克强的安保和医护人员将他送往附近的上海中医药大学附属曙光医院（东院）。10月27日下午，其遗体从上海运抵北京，期间上海及北京部分路段一度封路为灵车让行。
2023年11月2日，中国官方在北京八宝山革命公墓为李克强举行遗体告别仪式，中共中央总书记习近平等党和国家在任领导人亲自前往致意送别，其遗体于当日被火化，李克强亲属、生前同僚及友好和家乡代表也前往送别。当日清晨，载有李克强的灵柩及领导人、家属、干部的专车从长安街出发，开往北京八宝山殡仪馆，在此过程中有民众在灵车所经路段两侧聚集致意；宾客排队瞻仰遗容，并与李克强夫人程虹致意。当日，北京天安门、新华门、人民大会堂、外交部，各省、自治区、直辖市党委和政府所在地，香港特别行政区、澳门特别行政区，各边境口岸，对外海空港口，中国驻外使领馆下半旗志哀。官方媒体也发布了其生平和部分生前照片。

## 评价

### 官方评价
……中国共产党的优秀党员，久经考验的忠诚的共产主义战士，杰出的无产阶级革命家、政治家，党和国家的卓越领导人……李克强同志的一生，是革命的一生、奋斗的一生、光辉的一生，是全心全意为人民服务的一生，是献身于共产主义事业的一生。他的逝世，是党和国家的重大损失。我们要化悲痛为力量，学习他的革命精神、崇高品德和优良作风，更加紧密地团结在以习近平同志为核心的党中央周围，高举中国特色社会主义伟大旗帜，全面贯彻习近平新时代中国特色社会主义思想，深刻领悟“两个确立”的决定性意义，增强“四个意识”、坚定“四个自信”、做到“两个维护”，坚定信心、同心同德，踔厉奋发、勇毅前行，为以中国式现代化全面推进强国建设、民族复兴伟业而团结奋斗。
——《中共中央 全国人大常委会 国务院 全国政协讣告 李克强同志逝世》

### 媒體評價

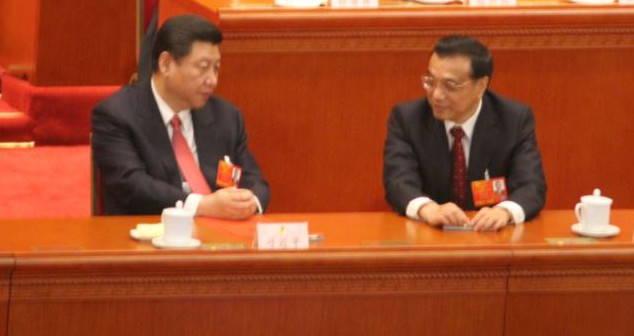
習近平和李克強

《经济学人》文章等国际媒体评价称，由于习近平的个人独裁统治，李克强在中国近代历任总理中最弱势。由于李克强被視為团派接班人选，外界经常将他与习近平比较。美国外交关系协会研究员张彦认为与思想专制的习近平相比，李克强被视为亲改革的温和派。曾是李克强同窗的历史文献学者吴仁华认为，李克强有学识而且崇尚自由和法学精神，如果他掌权中国社会将变得自由和开放，也有可能进行政治体制改革。
不过，身为中共中央总书记的习近平不大认可李克强的经济理念，加上习近平不断集中个人权力，李克强可以操作的空间不多，外界甚至传出“习李不和”、“习下李上”的传闻，法国国际广播和自由亚洲电台还将李克强比作与其同姓的晚清大臣李鸿章，将其形容为“裱糊匠”“李中堂”等。2022年，由于习近平力推清零政策处理新冠疫情，不断的严密封锁措施严重影响经济民生，李克强多次出台措施舒缓经济衰退，包括“地摊经济”。

## 政治立场
舆论普遍认为李克强属于改革派甚至自由派，也被广泛认为是具有较高经济素养的政治家。2007年，时任中共辽宁省委书记的李克强告诉来访的美国驻华大使，他更喜欢通过三个指标来追踪辽宁的经济动向：全省铁路货运量、用电量和银行已放贷款量，以挤掉统计数字的水分，后被称为克强指数。在任内提出简政放权，精简政府机构，把经营管理权下放给企业。
李克强重视互联网产业发展，提出互联网+，并要求运营商“提速降费”，推动移动互联网发展；又鼓励国民创业，提出大众创业、万众创新。在制造业领域，他提出中国制造2025战略。他反对政府财政扩张，推动“减税降费”，提出“政府要过紧日子”；反对贸易壁垒，提倡贸易自由化。李克强的经济思想被称为李克强经济学，主要内容包括“不出台刺激措施”、“去杠杆化”、“结构性改革”，其核心是向市场放权让利。
2012年11月26日，时任中共中央政治局常委、国务院副总理的李克强公开接见中国同性恋交友应用Blued的创办人，被视为对中国同性恋权益的一种默许和支持。

## 著作

### 专著
- 李克强的硕士论文是在萧灼基教授指导下完成的《农村工业化：结构转换中的选择》，论文中分析说中国农村工业化的兴起与发展，使中国走上了独特的工业化道路，促成国民经济呈现出崭新的局面。该论文并收入与他的博士导师厉以宁教授以及孟晓苏、李源潮合著的《走向繁荣的战略选择》（经济日报出版社1991年初版，2013年再版）书中作为第七章。[128]《The Strategic Choice for China’s Prosperity》（《走向繁荣的战略选择》英文版，新加坡南洋出版社，2018年）。

- 李克强的博士论文是在《中国社会科学》1991年第3期发表《论我国经济的三元结构》，论文中认为，中国传统经济中二元结构的特点, 决定了中国不能走从传统农业社会直接转变为现代工业社会的发展道路, 而必须经历一个农业部门、农村工业部门与城市工业部门并存的三元结构时期。1996年该论文获得中国经济学最高奖项——孙冶方经济科学奖（第七届、论文奖）。李克强的博士导师厉以宁教授认为论文经得起考验。[129]

### 国内政论
- 《高举建设有中国特色社会主义的伟大旗帜，团结带领各族青年为加快改革开放和现代化建设而奋斗》，1993年5月3日-10日在中国共产主义青年团第十三次全国代表大会上的报告。
- 《李克强答记者问》，在2013-2022年第十二届、第十三届人大历次会议的记者会上的答中外记者问。
- 《政府工作报告》，在2014年3月-2023年3月历次全国人大会议上。2015年《政府工作报告》中首次提出实施“中国制造2025”，加快从制造大国转向制造强国。

### 国际政论
- 《跨越千山万水的问候 写在第二届中国—中东欧国家领导人会晤即将举行之际》2013年11月25日在中东欧国家媒体发表。
- 《在第二次中国－中东欧国家领导人会晤时的讲话》2013年11月26日。
- 《在第二十五次中国－东盟领导人会议上的讲话》2022年11月11日。
- 《在第十七届东亚峰会上的讲话》2022年11月13日。

### 论文
- 《法治机器与社会的系统、信息及控制》被学校评为优秀论文；
- 《关于法治系统控制过程的探讨》在报刊上发表的学术论文；
- 《法律工作的计算机化》，龚祥瑞、李克强，《法学杂志》1983年6月；
- 《国家调节经济的一种新模式——读〈经济学与公共目标〉》，李克强，《读书》1990年1月
- 《关于当前我国农业问题的分析与思考》，李克强，《社会科学家》1990年5月
- 《一个传统而新奇的经济部门——读富克斯的〈服务经济学〉》，李克强，《管理世界》1990年8月[130]

### 译著
- 《法律的正当程序（[英]丹宁勋爵著）》李克强、杨百揆、刘安庸译，1984年群众出版社, 龚祥瑞校 / 1999年法律出版社，刘安庸校。是李克强读法学本科时在老师龚祥瑞教授指导下与同学合译的。[131]
- 《经济学中的理性（[美]弗农•L•史密斯 著）》李克强译，2013年10月中国人民大学出版社。

### 译文
- 《英国宪法史纲》1981年，李克强译，被北大法律系作为教学参考资料，并被全国人大常委会法制委员会录用。
- 《南斯拉夫的合资经营企业——外国投资法1971 年修正案》，蒂莫西•P•纽曼著，李克强译，1982 年1 月《国外法学》，摘译自美国《国际法律和政治》第270-296 页；
- 《德意志联邦共和国的宪法法院裁决权》，厄恩斯特•本达著，李克强译，1983 年7 月《国外法学》，摘译自《哥伦比亚跨国法杂志》1981 年第1 期。

### 回忆文章
- 《追忆李诚先生》 ，李克强，《安徽日报》 1997年5月15日。
- 《师风散记》，收录于《青春的北大》第593-596 页，1998年北京大学出版社 /《北大之精神》2008年，世界图书出版社。
- 《我和北大的故事》2015年1月3日新华网。

## 家庭
- 妻子程虹是英语教授，任职于首都经济贸易大学。两人育有一女，北京四中毕业后考入北京大学，后曾到美国哈佛大学留学[132]。
- 父亲李奉三曾任安徽省凤阳县县长，安徽省蚌埠市中级人民法院院长，安徽省地方志办公室副主任[133]。母亲曹丽俊。弟弟李克明曾任国有重点大型企业监事会主席。
- 岳父程金瑞曾任共青团河南省委副书记，后调北京，担任国务院扶贫开发领导小组办公室顾问，为副部级干部。
- 岳母刘益清曾是新华社记者[134]。

## 私人生活
李克强业余喜好阅读，各方面都读得颇多。虽然出身法律专业，但很早便对经济学有颇深的兴趣与研究，并发表过数篇相关研究论文，取得经济学硕士及博士学位。李克强的外语水平甚高，能使用流利的英语与外国人交流。李克强也有颇好的英语阅读、翻译和交流能力，在大学时期所翻译的国外文献曾获全国人大常委会采用，担任领导职务后也常直接用英语与外宾交流及发表演讲，并仍在坚持阅读英文原版资料来跟进国际各领域的前沿动态。李克强的夫人程虹是英文系教授，据悉夫妇两人在家中会使用英语交谈。

## 相关事件

### 克强指数
2010年，维基揭秘揭露的消息称，李克强在担任辽宁省委书记时，有一次与美国大使共进晚餐。他说，中国当时的GDP数字是“人为制造”的，因此不可靠。李克强告诉美国外交官，在评估辽宁经济时，他侧重于看三个指标：电力消耗，铁路运输量和银行贷款发放数量。他认为这三项指标不容易造假。

### 河南血祸
德国之声称，中国大陆前卫生部官员、中国健康教育研究所前所长陈秉中因李克强主政河南期間造成大批艾滋病感染者发病并死亡一事向其发出质问：“李克强旧债未了，有何资格担任总理？”英国《每日电讯报》报道说，中共官方从未承认血液感染造成大批艾滋病毒受害者之丑闻，而负责掩盖丑闻真相的官员即李克强。

### 访港争议
于2011年8月16日至8月18日期间，中共中央政治局常委、时任中国国务院副总理李克強访问香港展开为期3天的考察活动，有关香港政府及警方在处理示威、新闻采访和香港大学百周年校庆等一连串的手法上被舆论认为是过于严苛及打压，引起对表达自由、言论自由、新闻自由及学术自由等香港传统价值观的重大争议，和警权过大的忧虑。

## 荣誉
- 巴基斯坦
  -  巴基斯坦勋章（2013年5月22日于伊斯兰堡颁发）[145]
- 希腊
  -  希腊议会金质勋章（2014年6月19日于雅典）[146]